# Championnat du monde de badminton par équipes féminines 1988
Navigation
Jakarta 1986 Tokyo 1990
La 12e édition du championnat du monde de badminton par équipes féminines, appelé également Uber Cup a lieu en mai et juin 1988 à Kuala Lumpur en Malaisie.

## Format de la compétition
31 nations participent à l'Uber Cup. À l'issue d'une phase de qualifications, 6 équipes accèdent à la phase finale où elles sont rejointes par le tenant du titre et le pays organisateur qui sont qualifiés d'office.
Ces 8 nations sont placées dans 2 groupes de 4 équipes, où chacune rencontre les 3 autres. Les deux premiers se qualifient pour des demi-finales croisées.
Chaque rencontre se joue en 5 matches : 3 simples et 2 doubles qui peuvent être joués dans n'importe quel ordre (accord entre les équipes).

## Qualifications
- Qualifié pour la phase finale

| Groupe A         | Groupe A | Groupe A             |
| ---------------- | -------- | -------------------- |
| Danemark         | 5-0      | Suisse               |
| Danemark         | 5-0      | Espagne              |
| Danemark         | 5-0      | Allemagne de l'Ouest |
| Allemagne        | 5-0      | Espagne              |
| Allemagne        | 5-0      | Suisse               |
| Suisse           | 5-0      | Espagne              |
| Groupe B         |          |                      |
| Pays-Bas         | 5-0      | Autriche             |
| Pays-Bas         | 5-0      | Finlande             |
| Pays-Bas         | 5-0      | Norvège              |
| Pays-Bas         | 4-1      | Union soviétique     |
| Union soviétique | 5-0      | Finlande             |
| Union soviétique | 5-0      | Norvège              |
| Union soviétique | 5-0      | Autriche             |
| Finlande         | 4-1      | Autriche             |
| Finlande         | 3-2      | Norvège              |
| Autriche         | 4-1      | Norvège              |
| Groupe C         |          |                      |
| Suède            | 5-0      | France               |
| Suède            | 5-0      | Kenya                |
| Suède            | 5-0      | Belgique             |
| Suède            | 4-1      | Écosse               |
| Écosse           | 5-0      | Kenya                |
| Écosse           | 5-0      | Belgique             |
| Écosse           | 5-0      | France               |
| France           | 5-0      | Kenya                |
| France           | 4-1      | Belgique             |
| Belgique         | 5-0      | Kenya                |
| Groupe D         |          |                      |
| Angleterre       | 5-0      | Islande              |
| Angleterre       | 5-0      | Pays de Galles       |
| Angleterre       | 5-0      | Irlande              |
| Irlande          | 4-1      | Pays de Galles       |
| Irlande          | 5-0      | Islande              |
| Islande          | 3-2      | Pays de Galles       |
| Demi-finales     |          |                      |
| Angleterre       | 5-0      | Suède                |
| Danemark         | 4-1      | Pays-Bas             |
| Troisième place  |          |                      |
| Pays-Bas         | 3-2      | Suède                |
| Finale           |          |                      |
| Danemark         | 3-2      | Angleterre           |

| Groupe unique       | Groupe unique | Groupe unique    |
| ------------------- | ------------- | ---------------- |
| Indonésie           | 5-0           | Nouvelle-Zélande |
| Indonésie           | 5-0           | Australie        |
| Australie           | 4-1           | Nouvelle-Zélande |
| Indonésie qualifiée |               |                  |

| Groupe unique  | Groupe unique | Groupe unique |
| -------------- | ------------- | ------------- |
| Japon          | 5-0           | Sri Lanka     |
| Japon          | 5-0           | Népal         |
| Japon          | 5-0           | Inde          |
| Japon          | 4-1           | Thaïlande     |
| Inde           | 5-0           | Népal         |
| Inde           | 3-2           | Thaïlande     |
| Inde           | 5-0           | Sri Lanka     |
| Thaïlande      | 5-0           | Sri Lanka     |
| Thaïlande      | 5-0           | Népal         |
| Sri Lanka      | 5-0           | Népal         |
| Japon qualifié |               |               |

| Groupe A               | Groupe A | Groupe A       |
| ---------------------- | -------- | -------------- |
| Corée du Sud           | 5-0      | Taipei chinois |
| Corée du Sud           | 5-0      | États-Unis     |
| Corée du Sud           | 5-0      | Hong Kong      |
| Corée du Sud           | 5-0      | Canada         |
| Canada                 | 5-0      | Hong Kong      |
| Canada                 | 4-1      | Taipei chinois |
| Canada                 | 5-0      | États-Unis     |
| Taipei chinois         | 4-1      | Hong Kong      |
| Taipei chinois         | 5-0      | États-Unis     |
| Hong Kong              | 5-0      | États-Unis     |
| Corée du Sud qualifiée |          |                |

## Tournoi final

### Pays participants
| Confédération   | Pays                         |
| --------------- | ---------------------------- |
| Asie            | Corée du Sud Indonésie Japon |
| Europe          | Angleterre Danemark Pays-Bas |
| Tenant du titre | Chine                        |
| Pays hôte       | Malaisie                     |

### Phase préliminaire

#### Groupe A
| Équipe   | J | G | P |
| -------- | - | - | - |
| Chine    | 3 | 3 | 0 |
| Japon    | 3 | 1 | 2 |
| Pays-Bas | 3 | 1 | 2 |
| Danemark | 3 | 1 | 2 |

| Résultats | Résultats | Résultats |
| --------- | --------- | --------- |
| Chine     | 4-1       | Japon     |
| Chine     | 5-0       | Pays-Bas  |
| Chine     | 5-0       | Danemark  |
| Japon     | 3-2       | Danemark  |
| Danemark  | 3-2       | Pays-Bas  |
| Pays-Bas  | 3-2       | Japon     |

#### Groupe B
| Équipe       | J | G | P |
| ------------ | - | - | - |
| Corée du Sud | 3 | 3 | 0 |
| Indonésie    | 3 | 2 | 1 |
| Angleterre   | 3 | 1 | 2 |
| Malaisie     | 3 | 0 | 3 |

| Résultats    | Résultats | Résultats  |
| ------------ | --------- | ---------- |
| Corée du Sud | 5-0       | Angleterre |
| Corée du Sud | 5-0       | Malaisie   |
| Corée du Sud | 4-1       | Indonésie  |
| Indonésie    | 5-0       | Malaisie   |
| Indonésie    | 3-2       | Angleterre |
| Angleterre   | 5-0       | Malaisie   |

### Phase finale

#### Tableau
|  | Demi-finales | Demi-finales |                        |   | Finale | Finale |
|  | Demi-finales | Demi-finales |                        |   | Finale | Finale |
|  |              |              |                        |   |        |        |
|  |              |              |                        |   |        |        |
|  |              |              |                        |   |        |        |
|  | Chine        | 5            |                        |   |        |        |
|  | Chine        | 5            |                        |   |        |        |
|  | Indonésie    | 0            |                        |   |        |        |
|  | Indonésie    | 0            | Chine                  | 5 |        |        |
|  |              |              | Chine                  | 5 |        |        |
|  |              | Corée du Sud | 0                      |   |        |        |
|  | Japon        | Corée du Sud | 0                      | 0 |        |        |
|  | Japon        |              |                        | 0 |        |        |
|  | Corée du Sud | 5            |                        |   |        |        |
|  | Corée du Sud | 5            | Match pour la 3e place |   |        |        |
|  |              |              |                        |   |        |        |
|  |              |              |                        |   |        |        |
|  |              |              |                        |   |        |        |
|  | Indonésie    | 5            |                        |   |        |        |
|  | Indonésie    | 5            |                        |   |        |        |
|  | Japon        | 0            |                        |   |        |        |
|  | Japon        | 0            |                        |   |        |        |

#### Finale
| 3 juin | Chine                   | 5 - 0 | Corée du Sud                      | Score             |
| ------ | ----------------------- | ----- | --------------------------------- | ----------------- |
| SD     | Li Lingwei              | 1-0   | Hwang Hye-young                   | 10-12, 11-1, 11-3 |
| DD     | Lin Ying / Guan Weizhen | 1-0   | Kim Yun-ja / Chung So-young       | 5-15, 18-13, 15-7 |
| SD     | Han Aiping              | 1-0   | Lee Young-suk                     | 11-7, 11-4        |
| DD     | Han Aiping / Zheng Yuli | 1-0   | Hwang Hye-young / Chung Myung-hee | 9-15, 15-10, 15-9 |
| SD     | Gu Jiaming              | 1-0   | Lee Heung-soon                    | 11-7, 11-5        |